# Rombertus van Uylenburgh
Rombertus van Uylenburgh   (Burgum, c. 1554 - Ljouwert, 4 de juny de 1624) o Rombout van Uylenborgh més conegut per ser el pare de Saskia van Uylenburgh, la dona de Rembrandt. Rombertus va ser un dels fundadors de la Universitat de Franeker el 1585. Gerrit van Uylenburgh, més que probable germà de Rombertus, es va convertir al Menonitisme i instal·lant a Polònia va arribar a ser el fabricant real de mobiliari a Cracòvia, sent també pare del marxant d'art Hendrick van Uylenburgh.